# Emily Morley
Emily Morley, född 6 december 1993, är en bahamansk roddare.
Morley tävlade för Bahamas vid olympiska sommarspelen 2016 i Rio de Janeiro, där hon slutade på 30:e plats i singelsculler.